# 广州工程技术职业学院
广州工程技术职业学院，简称广州工程学院，位于广东省广州市，是经广东省人民政府批准、国家教育部备案、广州市总工会主管的市属高职院校。学校代码:13709。

## 管理机构
- 党委办公室（学校办公室、党委宣传统战部）
- 纪检室
- 人事处（教师发展中心）
- 计划与财务处
- 教务处（科研处）
- 学生工作处
- 招生与就业指导办公室
- 后勤管理处
- 安全保卫处（武装部）
- 工会干部教育处（广州市总工会干部学校）
- 校团委
- 校工会

## 教学机构
- 机电工程学院
- 信息工程学院
- 石油化工学院
- 财经管理学院
- 外语商贸学院
- 艺术设计学院
- 餐饮旅游学院
- 继续教育学院
- 马克思主义学院

## 教辅机构
- 信息中心
- 图书馆
- 国际交流合作中心（港澳台事务中心）

## 科研机构
- 劳动关系研究所
- 高职教育研究所
- 计算机仿真研发中心